# Zelenecká Lhota
Obec Zelenecká Lhota se nachází v okrese Jičín, kraj Královéhradecký. Žije zde 167 obyvatel.

## Historie
První písemná zmínka o obci pochází z roku 1532.

### Exulanti
Stejně jako z mnoha jiných obcí odcházeli v době pobělohorské do exilu i nekatolíci ze Zelenecké Lhoty. Ze Zelenecké Lhoty takto uprchl Jan Svoboda.

## Pamětihodnosti
- Kaple Nejsvětější Trojice
- Sloup se sousoším Kalvárie na návsi
- Sušárna ovoce

## Části obce
- Zelenecká Lhota
- Záhuby

## Okolí
Východně od obce se nachází rybník Ryba s turistickým názvem Peklo–vodní nádrž.

## Galerie

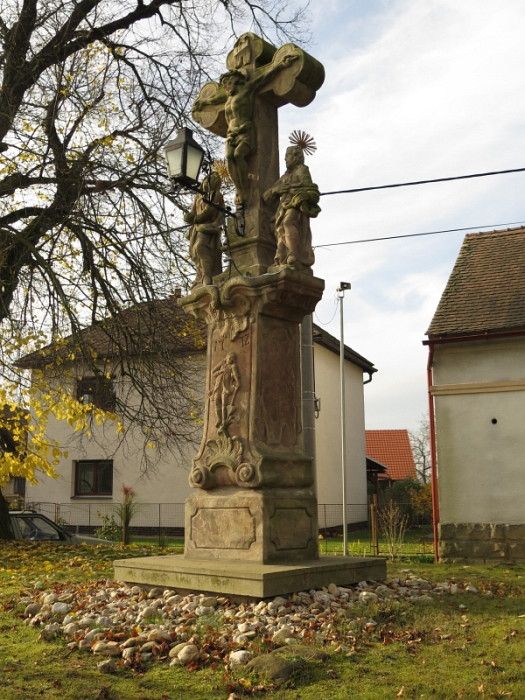
Sloup se sousoším Kalvárie
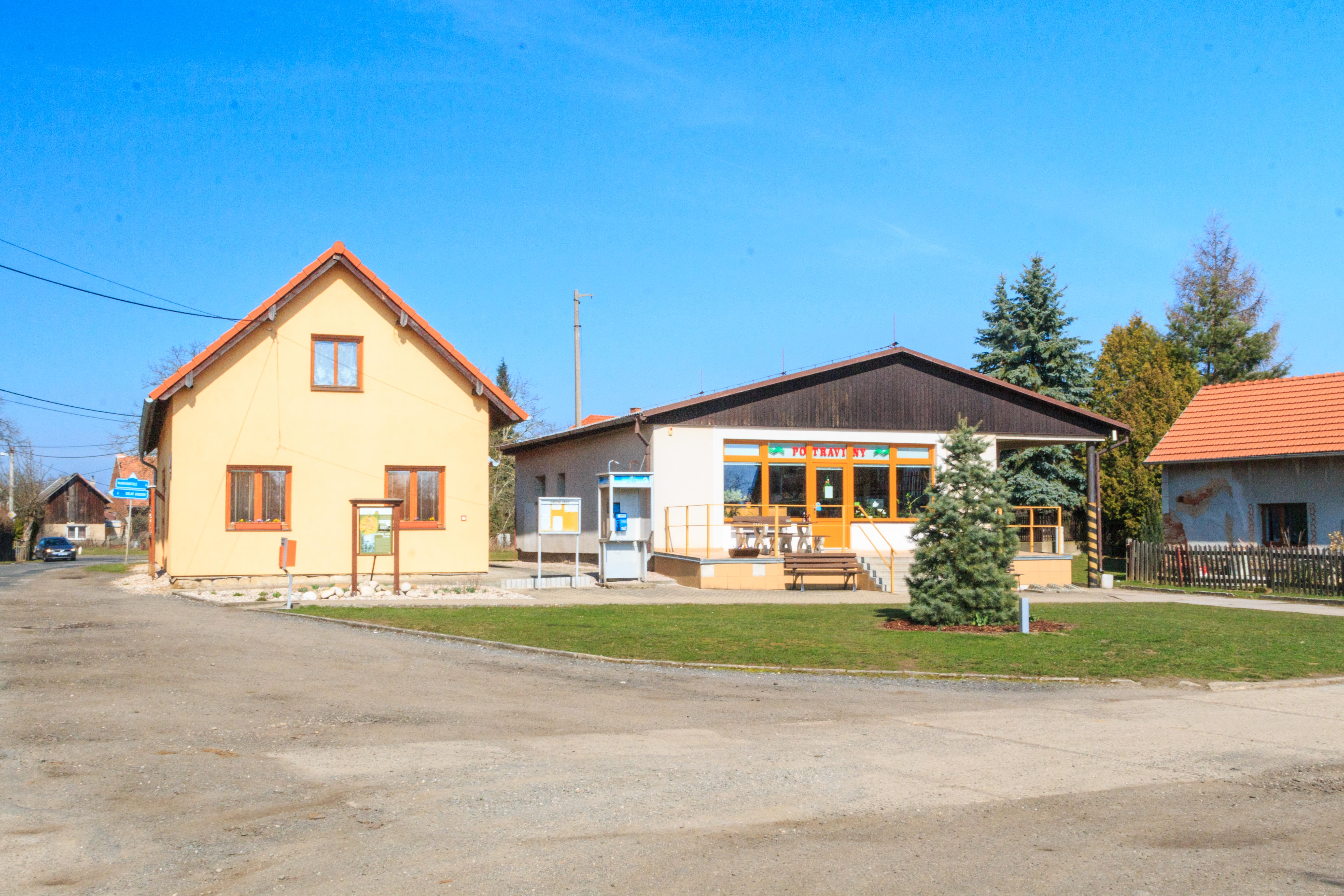
Obchod
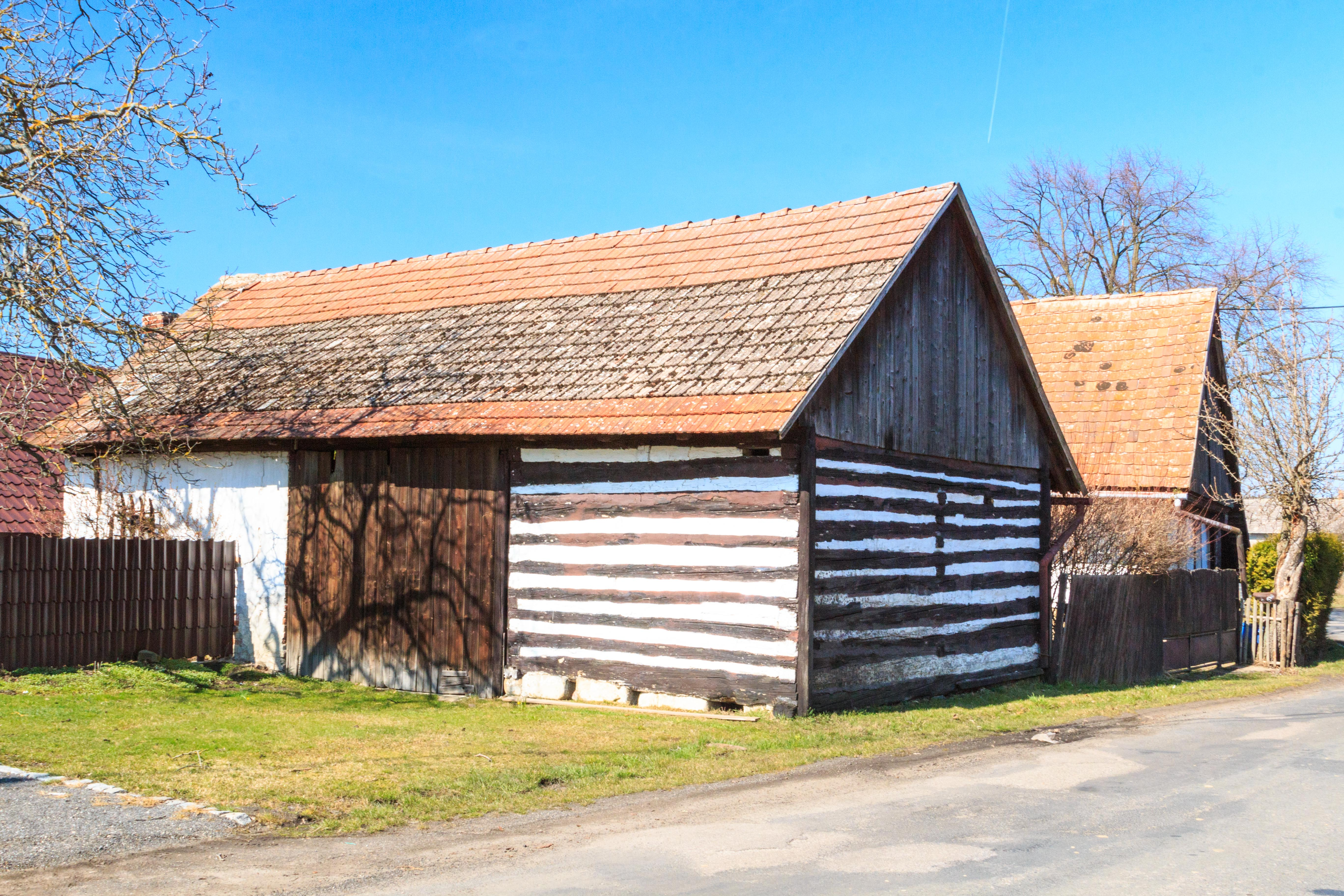
Dům čp. 6
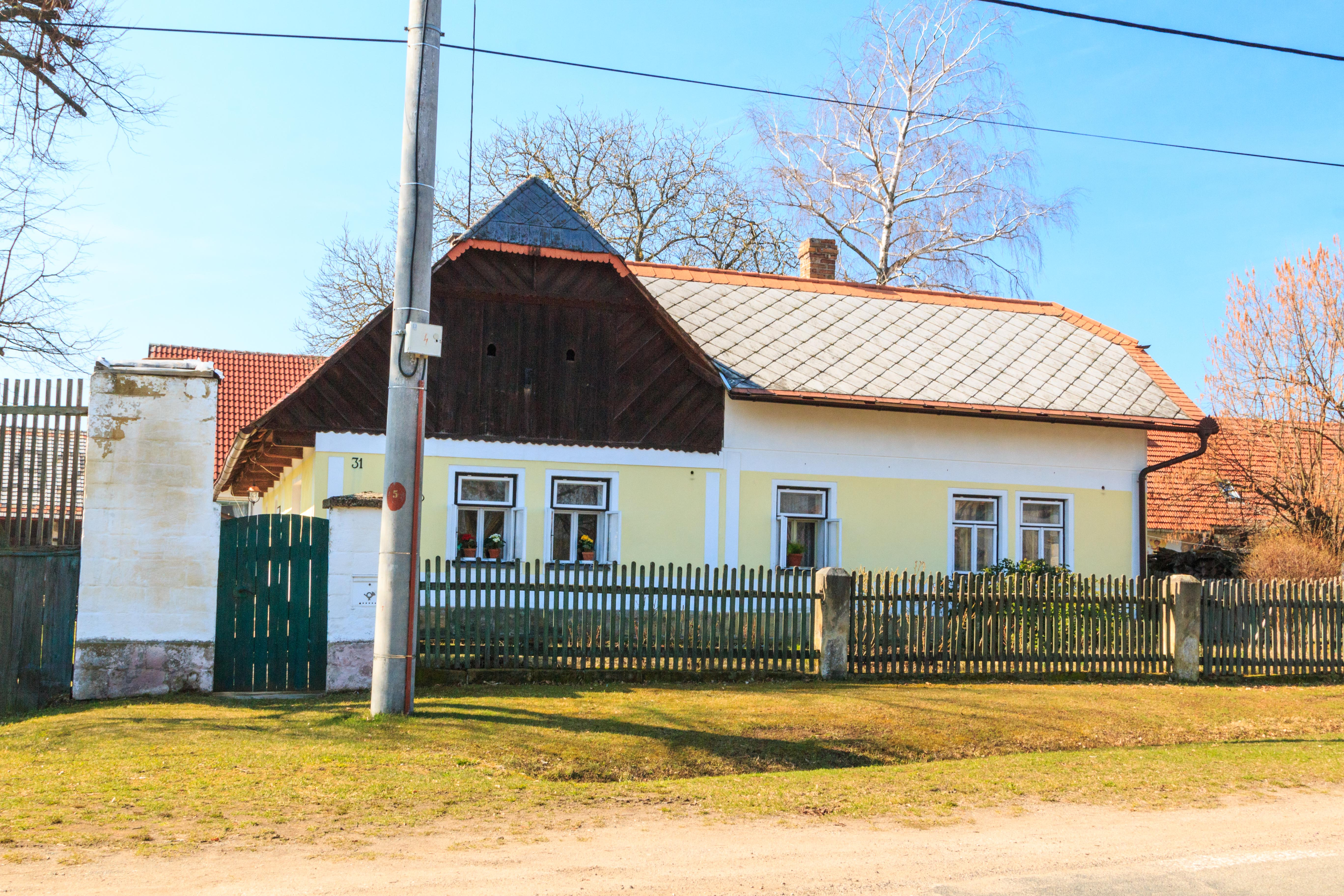
Dům čp. 31
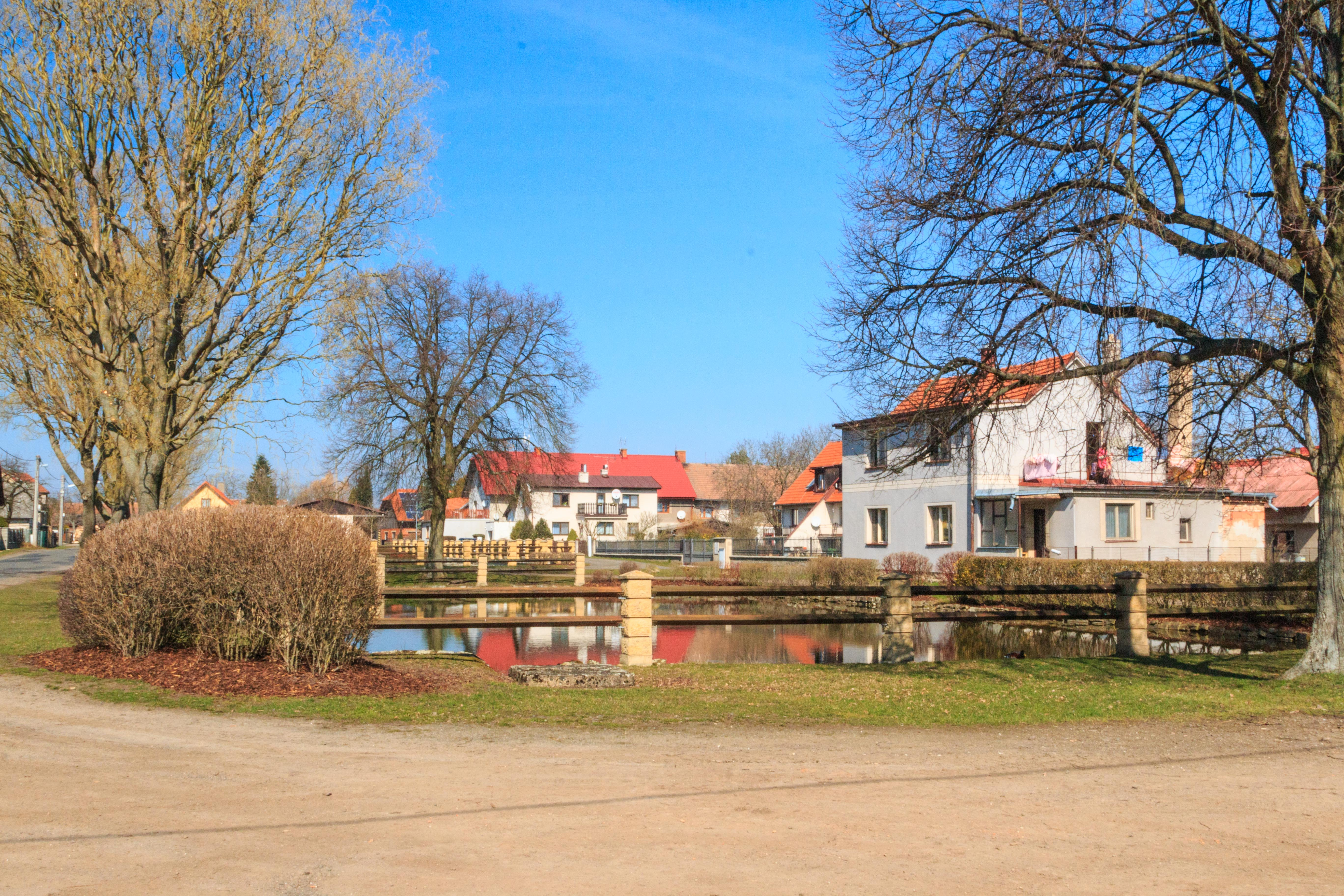
Náves